# Leonard S. Coleman, Jr.
Leonard S. Coleman, Jr. (n. Newark, Nueva Jersey, 17 de febrero de 1949) fue el último presidente no-honorario de la Liga Nacional de Béisbol Profesional estadounidense (del inglés: The National League of Professional Baseball) desde el año 1994 hasta 1999, cuando el cargo fue eliminado por la Liga Mayor de Béisbol (del inglés: Major League Baseball). Actualmente se desempeña en diversas juntas directivas empresariales, entre las que se encuentran H. J. Heinz Company, the Omnicom Group, Cendant Corporation, Aramark, Churchill Downs y Electronic Arts.